# Donato di Fiesole
Donato di Fiesole detto anche Donato di Scozia o di Irlanda (Irlanda, VIII secolo – Fiesole, tra l'874 e l'877) è stato un vescovo e scrittore irlandese, venerato come santo dalla Chiesa cattolica.

## Biografia
Nell'816 partì dall'Irlanda e, nella sua peregrinazione, arrivò a Roma. Nel viaggio di ritorno, si fermò in Toscana, a Fiesole, città che aveva subito un'incursione ed il saccheggio da parte dei Normanni nell'825. Secondo la tradizione fu eletto vescovo (829) nella cattedrale di Fiesole, tra l'acclamazione unanime dei fiesolani e ricoprì questa carica per quasi quarantasette anni, dall'828 all'875.  Nell'850 assisté all'incoronazione fatta da papa Leone IV a Ludovico II dal quale, nell'866, ottenne aiuti per la sua diocesi. Fu presente al Concilio Romano dell'861 indetto da papa Niccolò I per giudicare l'arcivescovo di Ravenna Giovanni VII accusato di abuso di potere dai suoi vescovi suffraganei.
Sotto il suo episcopato Fiesole si risollevò dai danni subiti dal saccheggio normanno. Nell'854, la contea di Fiesole venne fusa con quella di Firenze ma, pur perdendo la giurisdizione politica e fiscale sul territorio della ex contea di Fiesole, Donato riuscì a mantenere di competenza vescovile la sovranità sulla città e, in più, ottenne la contea di Turicchi in Val di Sieve. Pertanto Donato fu l'ultimo dei conti di Fiesole e il primo dei conti di Turicchi.
Fondò la chiesa di Santa Brigida a Piacenza, fra l'826 e l'850. Preparò lui stesso il proprio epitaffio, nel quale si dichiarò sangue degli Scoti (Irlandesi) e scrisse la Vita di santa Brigida di Kildare e un poema dedicato all'Irlanda.

## Culto
Alla sua morte fu sepolto nella vecchia cattedrale, all'interno della cappella di san Romolo, e in questo luogo restò fino al 1817, allorché fu trasportato nel Duomo di Fiesole.
È commemorato il 22 ottobre.
Si ricordano di lui un ritratto in terracotta invetriata di Luca della Robbia presso il seminario di Fiesole e un suo busto alla Badia Fiorentina. Inoltre gli era dedicato l'oratorio omonimo accanto alla chiesa del Convento di San Domenico che era sede di una compagnia a lui intitolata e che poi si spostò presso la Badia Fiesolana.